# Günther Wirth
Günther Wirth (ur. 9 stycznia 1933 w Dreźnie, zm. 13 listopada 2020) – wschodnioniemiecki piłkarz, występujący na pozycji napastnika.
Z zespołem Vorwärts Berlin czterokrotnie zdobył mistrzostwo NRD (1958, 1960, 1962, 1965). W latach 1954–1962 rozegrał 28 meczów i strzelił 11 goli w reprezentacji Niemieckiej Republiki Demokratycznej.